# Doorus-Halbinsel

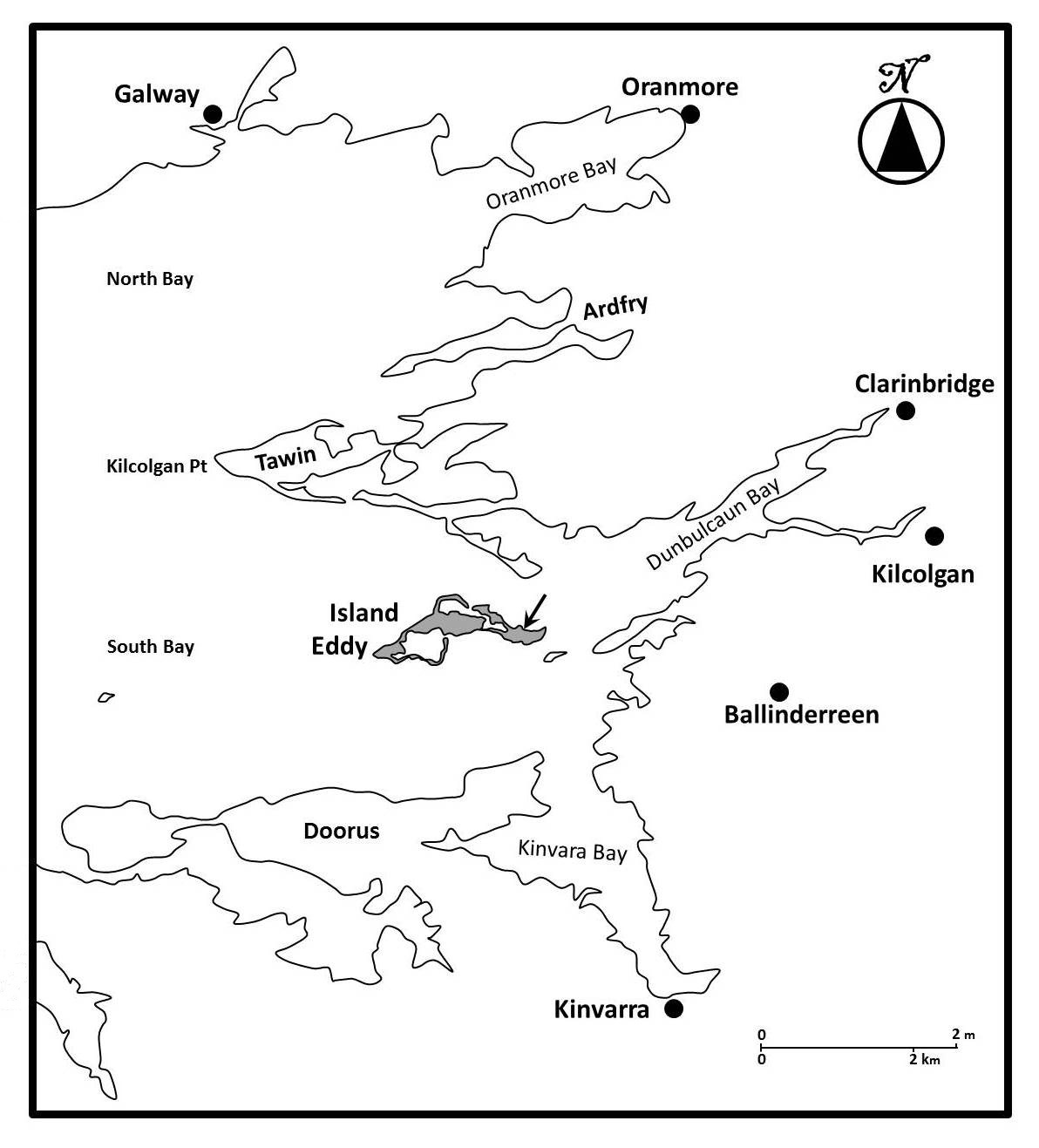
Karte

Die Doorus-Halbinsel (irisch: Dúros) liegt wenige Kilometer nordöstlich des Burren im County Galway in Irland am Südufer der Galway Bay. Namengebend ist der kleine Ort Doorus, mit einer überwachsenen Kirchenruine (Old Doorus church) am Anfang der Halbinsel.
An der Spitze der Halbinsel liegt, auf einer über einen Damm erreichbaren Insel, der Ort Aughinish (auch Aughnish, irisch Eachinis). Die gleichnamige ehemalige Insel gehört zum County Clare und kam trotz des (äußerst schmalen) Verbindungsdammes nicht zum County Galway. Der Bereich war ursprünglich mit dem Festland verbunden, wurde aber im Jahre 1755 im Kontext mit einem Tsunami-Effekt des massiven portugiesischen Erdbebens zur Insel.
Auf der Halbinsel liegen zahlreiche Monumente der irischen Geschichte. Dazu gehören
- zwei Gezeitenmühlen (Corranroe Bay und Kinturley - Tidal mills),
- zwei Heilige Quellen,
- ein  Martelloturm (Rine Martello Tower von 1804 – im Bild)
- ein  Mass Rock (Altarstein aus der Zeit der Penal Laws)
- zwei Wedge Tombs.

Die Doorus-Halbinsel war im 18. Jahrhundert Wohnort von Mitgliedern der Familien Lynch und Ffrench, die zu den Stämmen von Galway gehören.

## Doorus
Der Ort Doorus oder Dúros (irisch: Dubh-Ros – schwarzes Kap) liegt im Norden des heutigen Weilers zwischen dem Strand und dem Pier von Parkmore. An dem Damm und der Brücke, die einen kleinen Meeresarm schneiden, liegt eine zerstörte zweistöckige Windmühle. Der Damm wurde im 19. Jahrhundert von der für die Halbinsel wichtigen Familie „de Basterot“ als Ausgleichsbecken errichtet, um Überflutungen zu kontrollieren.

## Die Gezeitenmühlen
Von den Gezeitenmühlen bei Kinturley sind lediglich die Mauern erhalten. Die Inschrift B. B. auf der einen, bezieht sich vermutlich auf Bartholomew de Basterot (1800–1887), der die im Jahre 1804 von Jacques de Basterot errichtete Mühle, die bis ins 20. Jahrhundert betrieben wurde, später besaß. Es scheint sich um eine Kalkmühle gehandelt zu haben. Weiter östlich in der Corranroe Bucht liegen die Ruinen einer anderen Mühle. Der lange seichte Meeresarm an der Südküste der Halbinsel ermöglicht diese Art Mühlenbetrieb in idealer Weise.

## Die irische Bewegung
Im 18. Jahrhundert war die Halbinsel im Besitz der Galwayer Familien Lynch und French. Frances French heiratete den französischen Adligen Barthelemy, Comte de Basterot. Sie starb jung und nach der Französischen Revolution erhob der Comte Anspruch auf die Erbschaft. Im Jahre 1866 baute Florimond de Basterot (1835–1904) das Anwesen Doorus House (heute die Jugendherberge Bru an Óige Dúros). Dies war jener Florimond, der mit Hilfe seines vermögenden Vetters Edward Martyn aus Tullira, der wiederum ein Vetter von George Augustus Moore (1852–1933) war, eine wichtige Rolle in der literarischen Bewegung zu Beginn des 20. Jahrhunderts spielte. In Doorus House beherbergte Florimond Gäste wie Guy de Maupassant (1850–1893), Maurice Barrès (1862–1923), Paul Bourget (1852–1935). William Butler Yeats (1865–1939) und Lady Gregory (1852–1932) waren häufige Sommergäste. Hier wurde im Jahr 1898 die Idee des Irish Literary Theater (Nationaltheaters) geboren.

## Wedge Tombs
Wedge Tombs (dt. „Keilgräber“, früher auch „wedge-shaped gallery grave“ genannt) sind ganglose, mehrheitlich ungegliederte Megalithbauten der späten Jungsteinzeit und der frühen Bronzezeit. Das Wedge Tomb von Doorus Demesne ist ein außergewöhnliches Beispiel für ein Keilgrab. Die Megalithanlage steht unter Schutz.
Aughinish Wedge Tomb (auch Leaba Dhiarmuid genannt) an der Galway Bay ist weniger eindrucksvoll, wird aber in den von Lady Gregorie aufgezeichneten Legenden als Dubhross erwähnt.

## Der Martelloturm
Der Rine Martelloturm auf Aughinish ist eines von vielen gleichartigen Relikten auf den Britischen Inseln, die in Erwartung einer Napoleonischen Invasion Irlands errichtet wurden. Zwei dieser Türme wurden an der Galway Bay erbaut, der eine hier und der andere auf dem Festland beim nahen Finvarra. Die Türme wurden etwa im Jahre 1804 errichtet und mit einer Garnison von zehn bis zwölf Soldaten bemannt. Diese ovalen Bauten unterscheiden sich von den runden im Rest des Landes. Ihre Schmalseite liegt dem Meer zugewandt. Der Turm ist heute in Privatbesitz. Bei Parkmore, südlich von Finvarra, steht ein Denkmal, das an Donnchadh Mór Ó Dálaigh, einen der größten Poeten Irlands  erinnert. Hier sollen auch sein Haus und eine bardische Schule gestanden haben, deren Vorsitz er hatte.
An der Küste wurde, vermutlich gegen die Elemente, ein Bollwerk gebaut von dem eine Kalksteinmauer erhalten ist. Ein nahe gelegener Menhir soll Signalcharakter für die Seefahrt besessen haben.

## Newtownlynch
Vier Kilometer vom Zentrum der Insel liegt das Dorf von Newtownlynch. Der Bereich war im Besitz der Lynch, die ihm ihren Namen gab. Mark Lynch baute die Kapelle, in der während der 1820er Jahre verbotenerweise auch Schulunterricht stattfand. So genannte Heckenschulen folgten. Einer der geheimen Plätze, der bis 1852 betrieben wurde, als die erste ordentliche Schule gebaut wurde, liegt im Osten der Insel. Der in Westirland besonders hohe Analphabetismus von 85 %, ging zwischen 1841 und 1901 auf 22 % zurück. Eine andere mit den Lynch’s verbundene Einrichtung ist Careolochan Pier, welches im Jahr 1823 vollendet wurde. Lynch ließ es für die Nutzung des schnelleren Seewegs zu seinem Geschäft in Galway bauen. Jedoch verschlammte der Ankerplatz bald.